# Коровкино (Вологодская область)
Коровкино — деревня в Вытегорском районе Вологодской области.
Входит в состав Андомского сельского поселения, с точки зрения административно-территориального деления — в Андомский сельсовет.
Расположена на правом берегу реки Самина, на трассе А119. Расстояние по автодороге до районного центра Вытегры — 37 км, до центра муниципального образования села Андомский Погост — 5 км. Ближайшие населённые пункты — Гуляево, Демино, Кюрзино, Ладина, Митрово, Опарино.
По переписи 2002 года население — 6 человек.